# Tomaž Sršen
Tomaž Sršen, radijski voditelj, novinar, sommelier in glasbenik, * 24. avgust 1959, Ljubljana.

### Kulinarika
V začetku devetdesetih let 20 stoletja je z Barbaro Šerbec - Šerbi pripravljal gurmansko tv oddajo na Kanalu A. Naslov oddaje je bil Epikurejske zgodbe in je zajemala predstavitve določenih gostiln na treh medijih - v oddaji na Kanalu A, v članku v reviji Jana in v radijski oddaji na RGL (Sršenovo gnezdo).
Redno je objavljal prispevke na temo kulinarike v časopisu Finance (pred tem več let v časopisu Nedelo), kjer je ocenjeval kakovost gostinske ponudbe. V triindvajsetih letih je obiskal in ocenil preko dva tisoč restavracij in gostiln ocenil in zapisal pa je strokovna mnenja o več kot šest tisoč domačih in tujih vinih. Izdal je štiri knjige o gostilnah na Slovenskem in eno knjigo o slovenskih vinih za angleški trg. Deset let je vodil tudi Slow Food omizje - Gorenjsko.
Leta 1998 je pričel pisati recenzije gostiln in restavracij za Nedelo, kar je počel deset let.
Leta 2008 je prestopil v poslovni časnik Finance, kjer je nadaljeval z ocenami gostiln, zraven pa kot prvi v Sloveniji pričel objavljati rubriko Vinski svetovalec, v kateri je predstavljal in ocenjeval vina, ki jih je moč kupiti na slovenskem trgu. Rezultat tega je bila knjiga - vodič z naslovom Vinski svetovalec 2010/2011, ki je izšel kot priloga Financ. Publikacija je bila brezplačna, podarjali pa so jo tudi v izbranih vinotekah in gostilnah.
Jeseni 2009 je pričel izdajati revijo Dolce Vita, ki se ukvarja s predstavitvami slovenskih in tujih enogastronomskih tem. Revija pokriva tudi stari rock (rubrika: Ko kitare treskajo in Legendarni albumi) in določene multimedijske fenomene zadnjih štirih desetletij (o - KULT - no). Od julija 2012 Dolce Vita izhaja samostojno. Letno izide po deset revij, od tega sta dve dvojni - poletna in zimska, drugače pa izide vsak mesec.

### Radio
Kot radijski voditelj pa je bil predvsem prepoznaven v osemdesetih in devetdesetih letih 20. stoletja na radijski postaji RGL. Najbolj izpostavljene oddaje so bile: Labirint znanja (z Alenko Sivko) in Sršenovo gnezdo. Kasneje je bil na tej radijski postaji tudi glasbeni urednik.

### Glasba
Kot bas kitarist je sodeloval je pri glasbenih skupinah kot so:
- Žepna izdaja
- Martin Krpan
- Rdeči baron